# Diptih Maarten van Nieuwenhove
Diptih Maarten van Nieuwenhove je slika Hansa Memlinga iz leta 1487, ki prikazuje na levi strani Marijo in otroka, na desni pa Maarten van Nieuwenhove. Zdaj se hrani v bolnišnici Oud Sint-Janshospitaal v Bruggeu. Ni podpisan, vendar ga od sredine 19. stoletja  vedno pripisujejo Hansu Memlingu.

## Opis
Slika je zgodnji primer staronizozemskega nabožnega diptiha, ki še vedno ohranja originalni okvir in tečaje. Novost je bila prikaz prizora v neprekinjeni sobi, namesto na enobarvnem ozadju.
Okno zgoraj levo je prvotno imelo prozorno steklo, skozi katerega se je kazala pokrajino. Sestava je bila pozneje spremenjena, da je namesto tega prikazal Van Nieuwenhovejev grb. Pogosteje je bilo to vidno na zunanjih tablah. Obkroženo je s štirimi podobami ročne setve semen, besedna igra na ime darovalca, ki pomeni z novega vrta. Isti grb je mogoče videti tudi na zaponki knjige pred Van Nieuwenhovejem.
Zrcalo za Marijo prikazuje prizor v obratni smeri, zaradi česar je še bolj jasno, da sta obe tabli postavljeni v isti sobi in času, čeprav se dejanska konfiguracija v ogledalu ne ujema s prizorom na glavni sliki. Memling je ogledalo vključil šele v kasnejši fazi kompozicije. To enotnost prostora so poudarjali tudi majhni detajli, kot je preproga na levi strani Marije, ki se ponovno pojavi pod rokami Van Nieuwenhoveja. Delo je bilo verjetno namenjeno prikazovanju z dvema tablama pod kotom, vendar ni jasno, kako natančno jih je treba postaviti. Ena od možnosti je, da je bila namenjena za obešanje na steno ali steber s Devičino tablo pritrjeno in tablo van Nieuwenhovena prosto.
Na dnu obeh tabel je napis HOC OPUS FIERI FECIT MARTINUS DE NEWENHOVEN ANNO DM 1487 - ANO VERO ETATIS SUE 23, kar pomeni 'Maarten van Nieuwenhove je dal to delo narediti leta 1487' (leva tabla) in 'V starosti 23' (desna tabla).
Steklene table na oknih prikazujejo svetega Krištofa in svetega Jurija (nad Devico z otrokom) in svetega Martina iz Toursa (kot njegovega soimenjaka) nad Maarten van Nieuwenhovenom. Skozi odprto okno lahko vidimo Minnewater, podolgovato jezero v središču Bruggea, ki je (pomotoma) znano tudi kot "Jezero ljubezni" (minne je srednjeveški izraz za 'ljubezen' v nizozemščini), romantični kotiček Bruggea.

## Donator
Maarten van Nieuwenhove (11. november 1463 - 16. avgust 1500) je prihajal iz plemiške družine Bruggea s povezavami na burgundskem dvoru. V 1490-ih je bil Van Nieuwenhove zaporedoma mestni svetnik, kapitan civilne garde in leta 1498 župan Bruggea.

## Poreklo
- Naročil Marten van Nieuwenhove leta 1487.
- Brugge, bolnišnica Saint Julian.
- V lasti bolnišnice Oud Sint-Janshospitaal od leta 1815. Leta 1839 so jo spremenili v muzej.

## Galerija
- Van Nieuwenhoveov grb
- Ogledalo za Devico
- Možen prikaz diptiha z dvema tablama pod kotom